# Zaspa

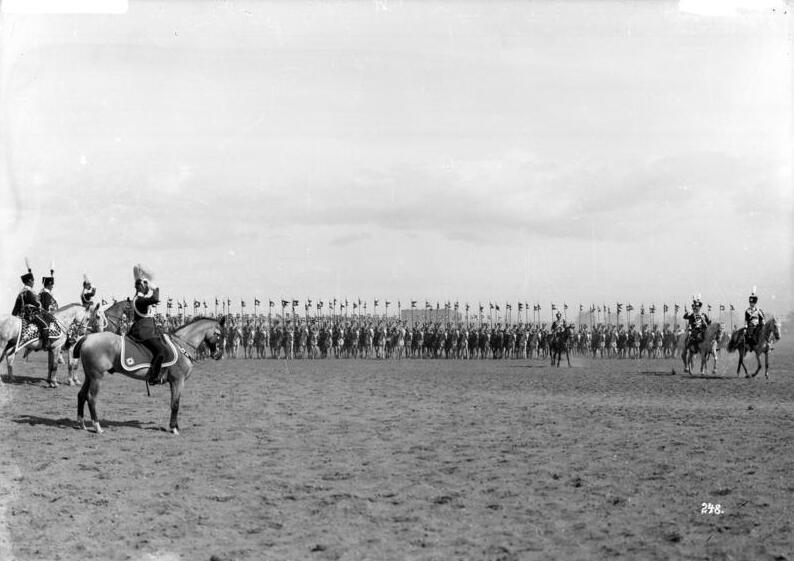
Wielki Plac Ćwiczeń (Großer Exerzierplatz), 15 września 1911

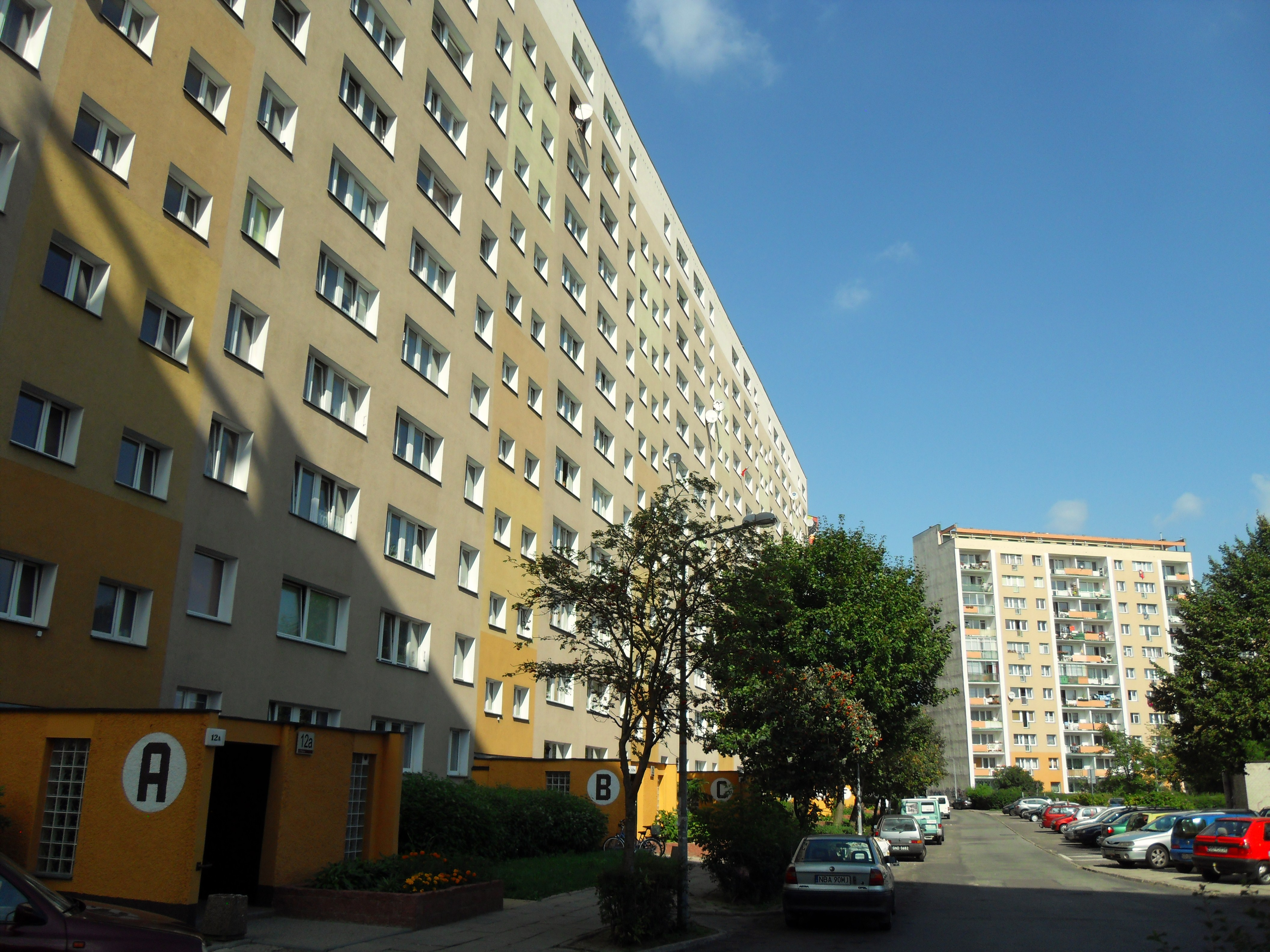
Bloki mieszkalne przy ul. Pilotów na Młyńcu

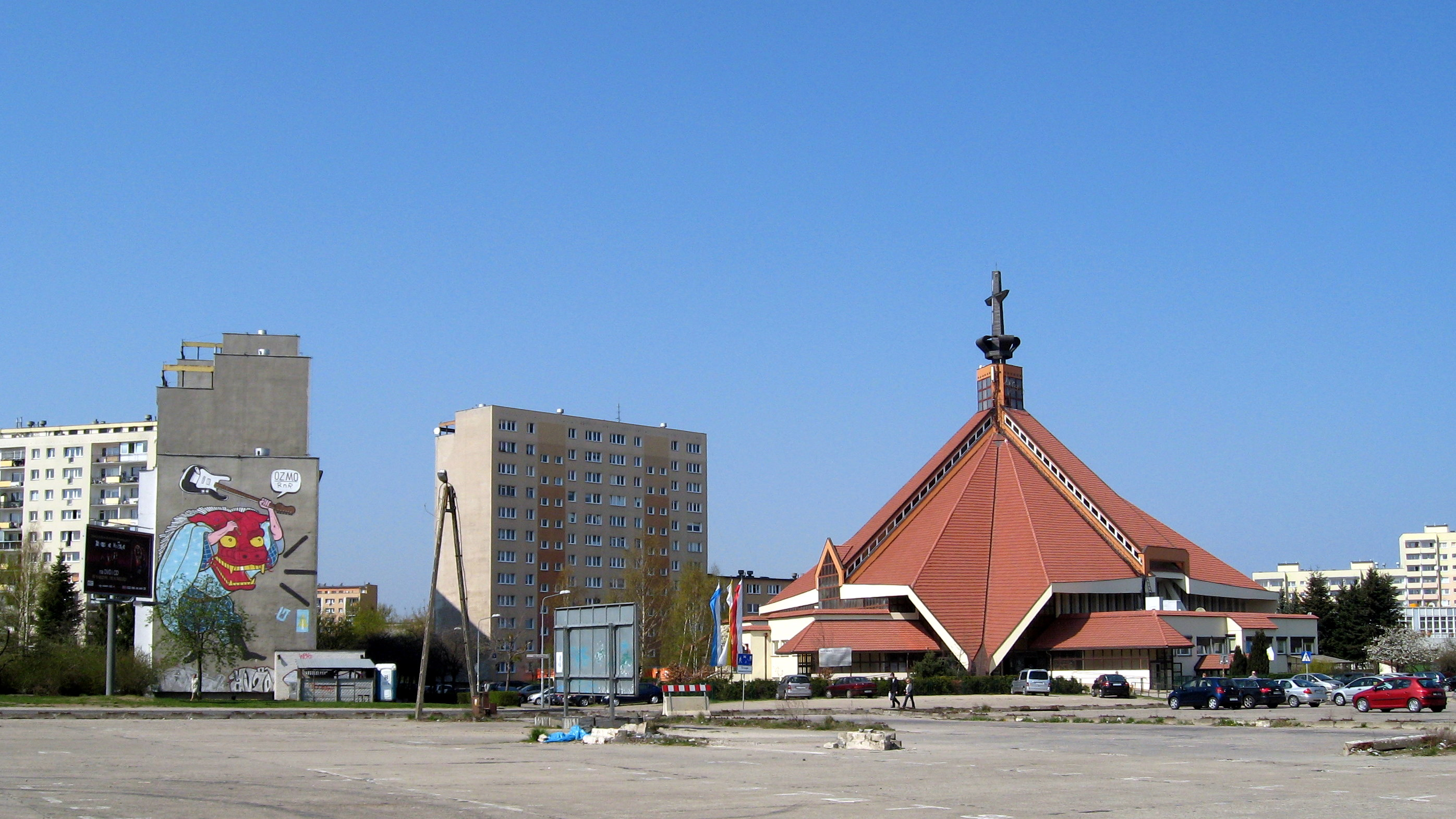
Kościół parafialny pw. św. Kazimierza Królewicza na Młyńcu. Z lewej strony charakterystyczne dla Zaspy murale na ścianach bloków

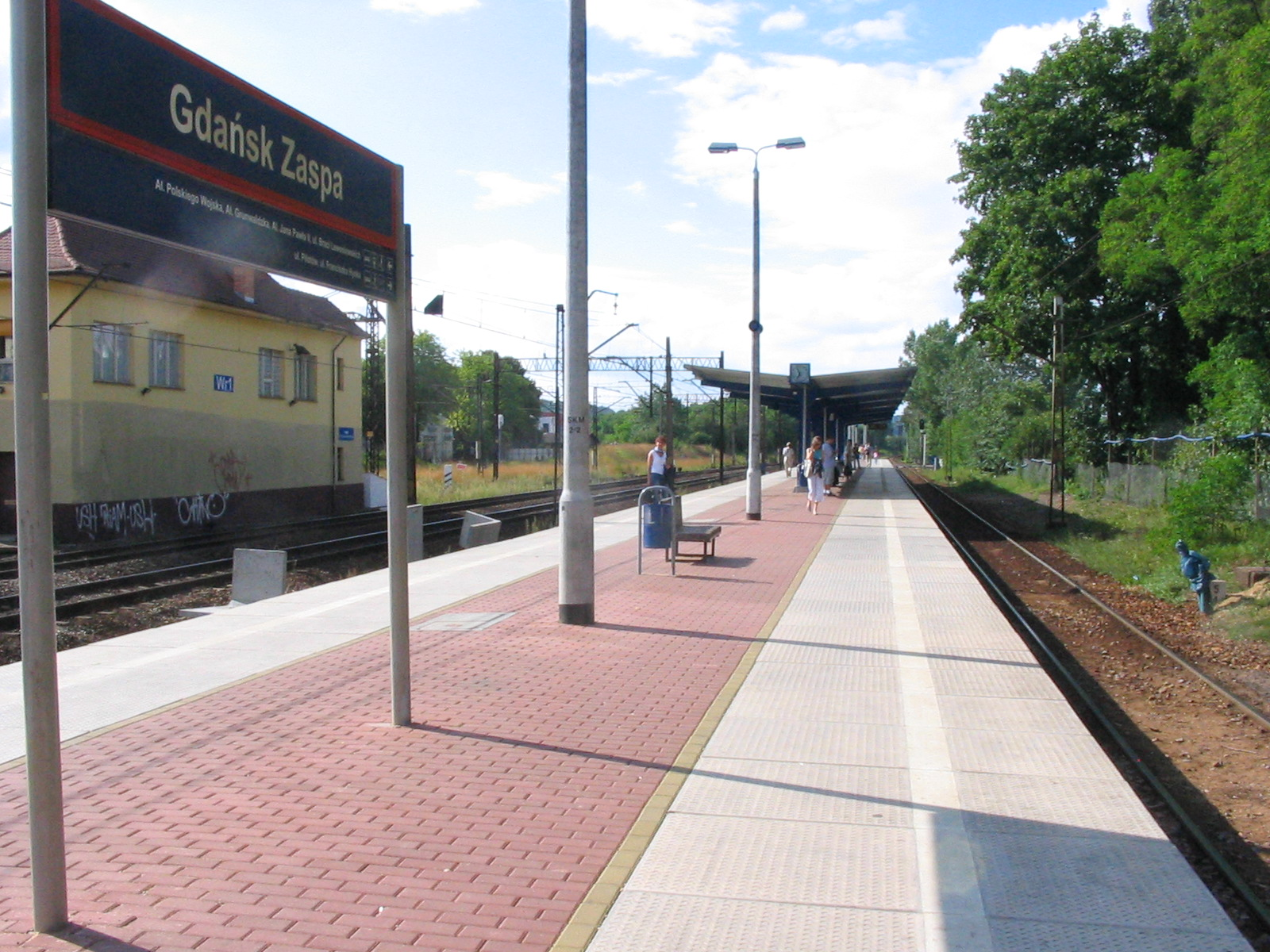
Przystanek trójmiejskiej SKM Gdańsk Zaspa

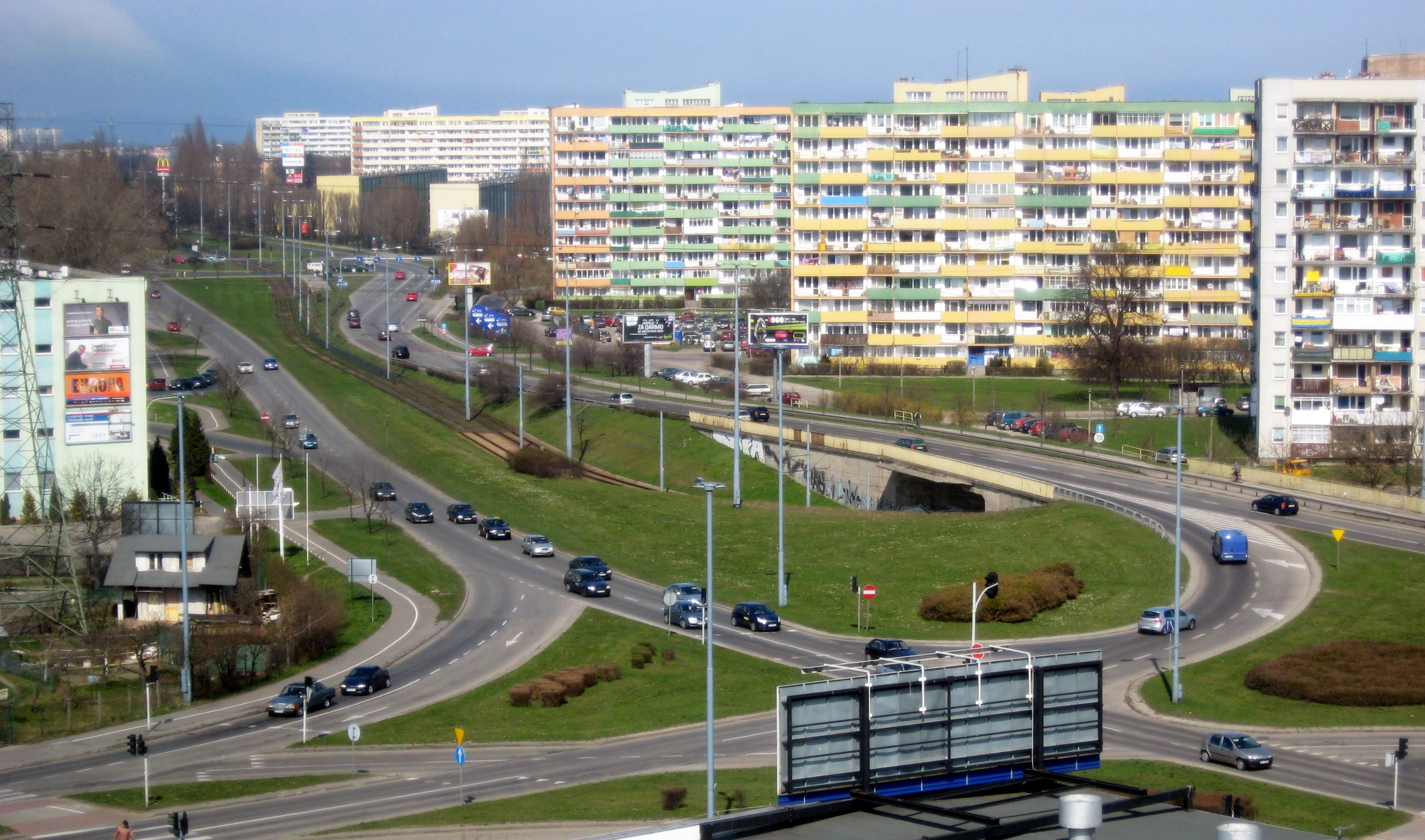
Skrzyżowanie ul. F. Hynka z al. Rzeczypospolitej – widok w stronę Przymorza

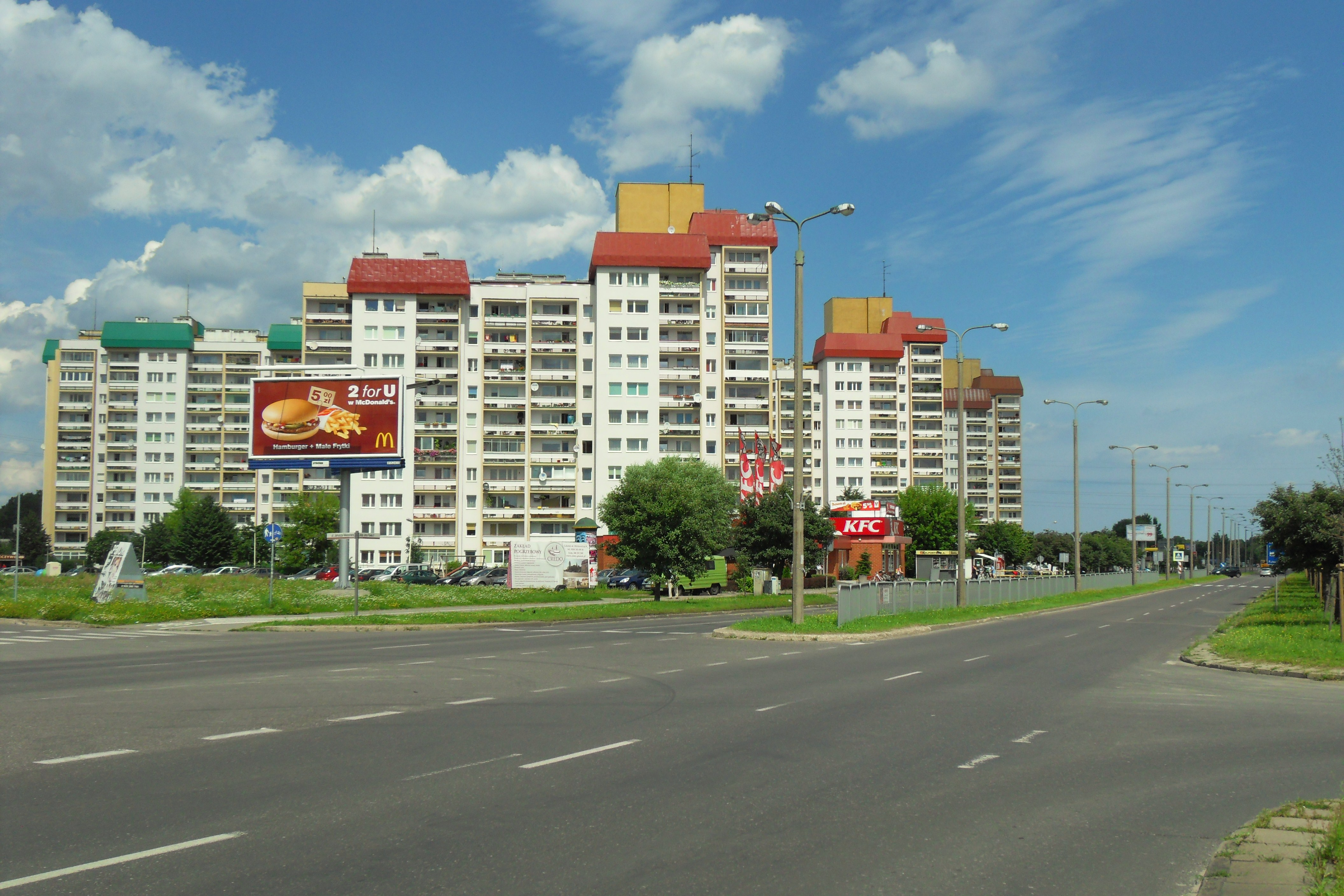
Al. Jana Pawła II na Rozstajach

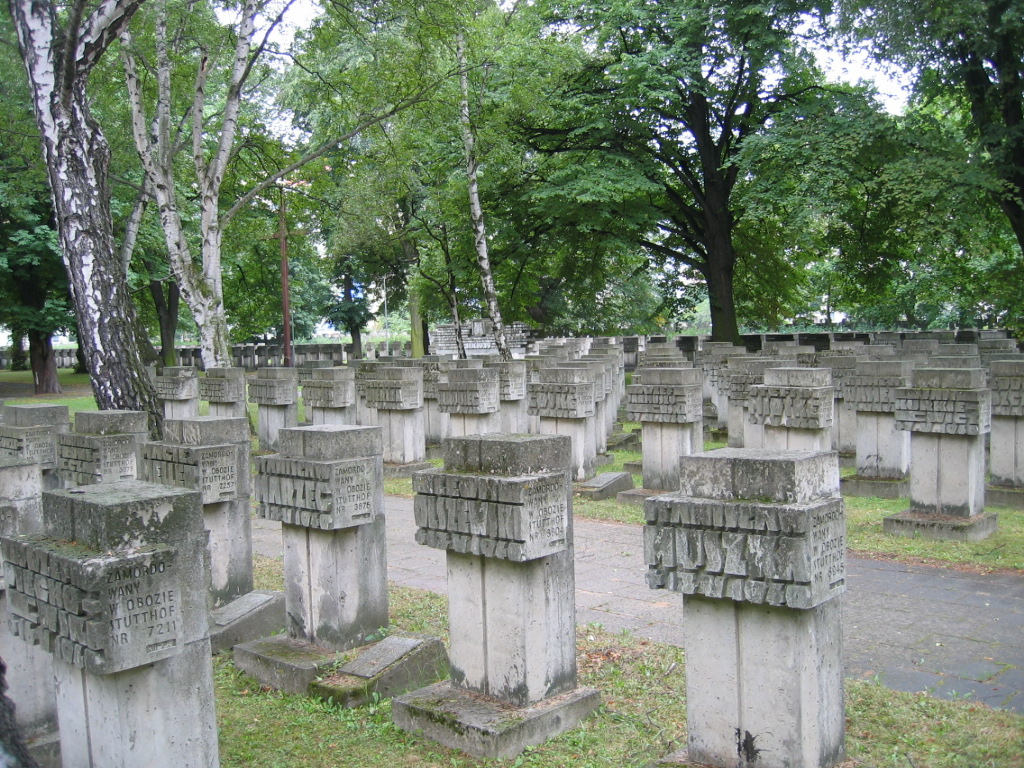
Cmentarz Ofiar Hitleryzmu

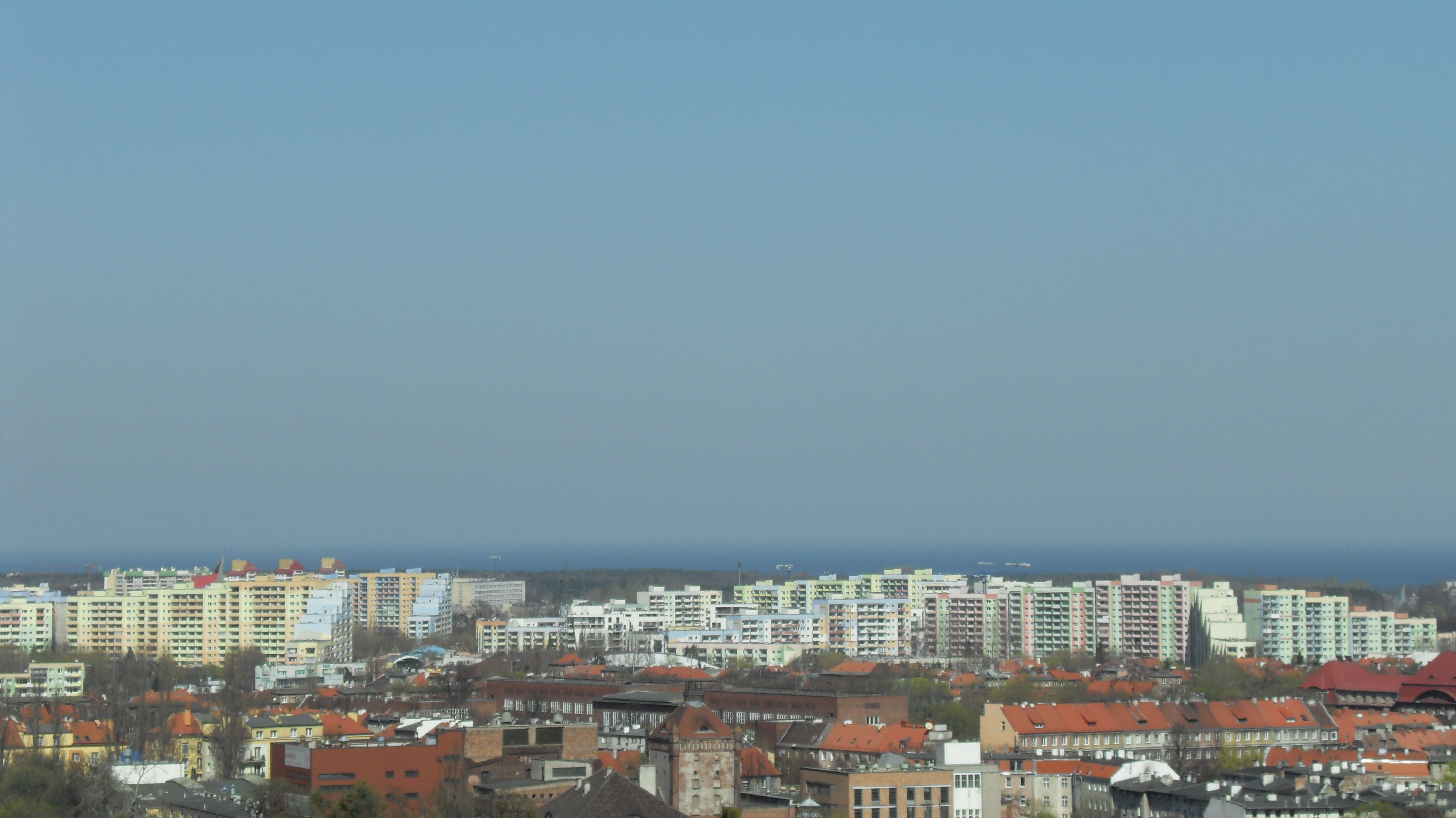
Zaspa, w tle Zatoka Gdańska

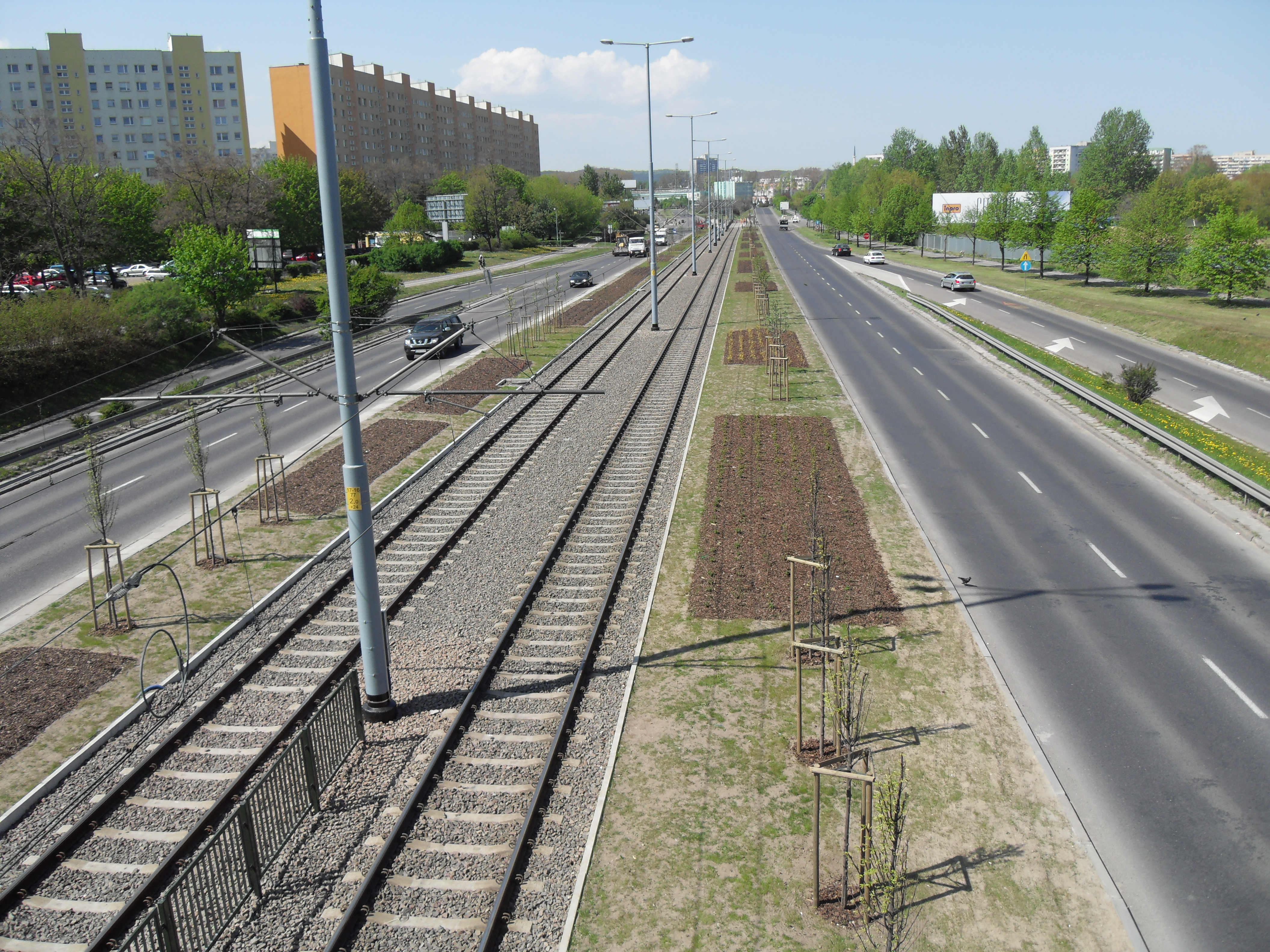
Al. Rzeczypospolitej na Zaspie

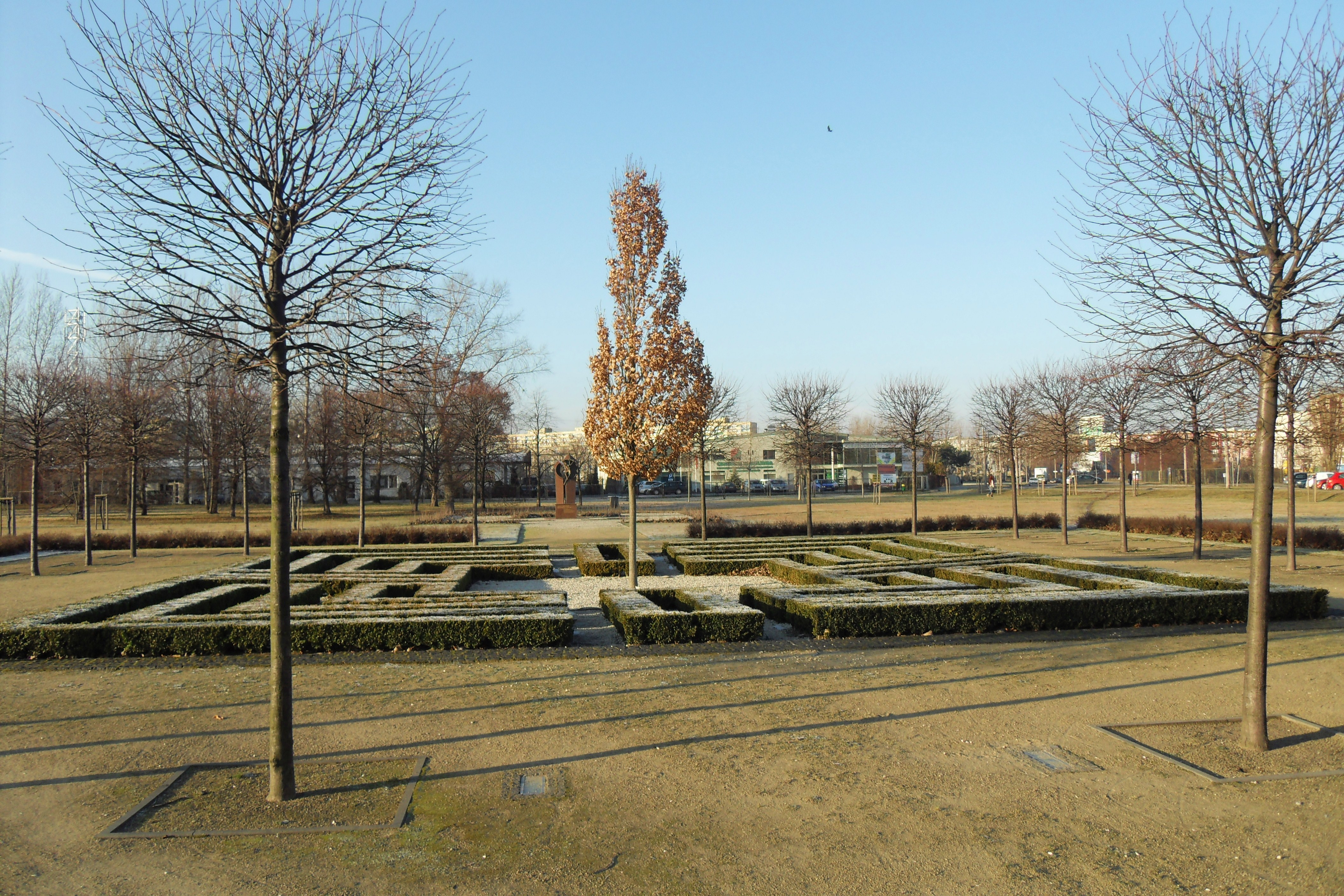
Park Zaspa

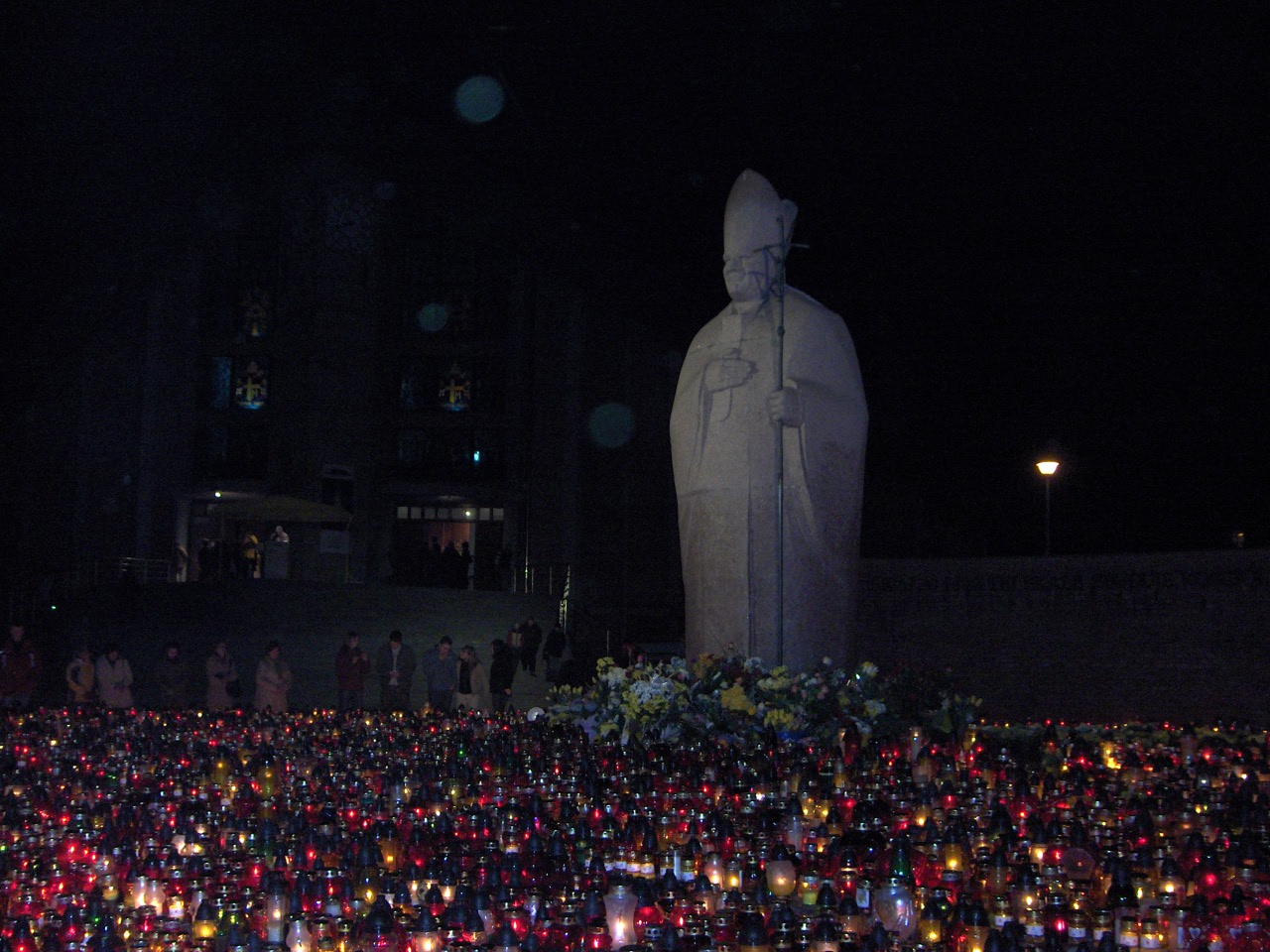
Pomnik Jana Pawła II przy alei jego imienia na gdańskiej Zaspie

Zaspa (kaszb. Zaspa, niem. Saspe) – część Gdańska, położona w północnym rejonie miasta, pomiędzy Wrzeszczem, Przymorzem a Brzeźnem.
Wieś Opactwa Cystersów w Oliwie w województwie pomorskim w II połowie XVI wieku.

## Położenie

### Współczesne
Obecnie Zaspa dzieli się na dwie gęsto zaludnione dzielnice:
- Zaspa-Młyniec – głównie bloki mieszkalne oraz (na skrajach dzielnicy) ogródki działkowe;
- Zaspa-Rozstaje – w zabudowie dominują bloki mieszkalne. Dużą część dzielnicy zajmuje park im. Jana Pawła II.

Obszar zbliżony do zajmowanego przez te dzielnice nazywany jest współcześnie Zaspą.

### Historyczne
Pierwotnie, Zaspą określało się duży obszar położony na wydmach, ale niesięgający do wód Zatoki Gdańskiej. Morfogenetycznie, tereny Zaspy rozciągały się od Letnicy przez południowe Brzeźno, północny Wrzeszcz i Rozstaje do wschodniej części Przymorza Wielkiego. Całość osadnictwa była skupiona wokół nieistniejącego dziś już jeziora Zaspa.

## Historia
Dawne nazwy: Saspe, Saspa, Saspi.
Pierwsze wzmianki o wsi Zaspa pochodzą z przełomu XII i XIII wieku, kiedy to Zaspą nazywano wyłącznie osadę znajdującą się na zachodnim brzegu jeziora Zaspa. Wówczas była to stanica rybacka. Z biegiem lat wieś rolnicza rozrastała się zyskując nowe grunty, a w XV wieku znalazła się w posiadaniu klasztoru cystersów w Oliwie.
23 czerwca 1769 Franz Karl Deißel otrzymał od opatów oliwskich 35 morg piaszczystego terenu zlokalizowanego w pasie nadbrzeżnym między Brzeźnem a Jelitkowem. W okresie między rokiem 1772 (od rozpoczęcia blokady miasta przez Królestwo Prus, które zajęło w 1772 niektóre majątki Gdańska oraz Nowy Port, a 1793 (gdy Prusy dokonały zaboru Gdańska) uruchomiona została tu wytwórnia saletry (niem. Salpeter). W późniejszym okresie, na skutek błędu w łacińskim tłumaczeniu używano w odniesieniu do tego obszaru nazwy St. Peter (św. Piotr), która funkcjonowała aż do pierwszej połowy XX w.
W 1773 Zaspa stała się niezależna od klasztoru, lecz nadal administracyjnie należała do Oliwy. Dopiero w 1877 weszła w skład powiatu gdańskiego jako wieś gminna. Nie nosiła jednak takiego miana zbyt długo, bo już 1 kwietnia 1914 została przyłączona w granice administracyjne miasta Gdańska.
Na koniec 1892 r., jeszcze jako wieś gminna, miała 666 mieszkańców, 382 Kaszubów (365 katolików i 17 ewangelików) oraz 284 Niemców (108 kat. i 176 ewang.)
W 1829 wojsko pruskie zakupiło od władz miejskich za sumę 8615 talarów tereny położone na północ od dzisiejszej ul. Kościuszki. Utworzono tu Wielki Plac Ćwiczeń (Großer Exerzierplatz). Służył on oddziałom pruskim z całego gdańskiego garnizonu za miejsce musztry, parad i manewrów. Korzystali z niego m.in. słynni „Czarni Huzarzy” (kawalerzyści z 1. Pułku Przybocznego Huzarów nr 1 zwani byli też Huzarami Śmierci - niem. Totenkopfhusaren, czyli dosł. Huzarami Trupiej Główki), którzy od 1859 stacjonowali w pobliskich koszarach we Wrzeszczu. Wkrótce stali się oni wraz z dalszymi oddziałami kawaleryjskimi stałymi użytkownikami placu, w związku z budową w latach 1893-1902 potężnego zespołu koszarowego, który istnieje do dziś (od 2006 roku sukcesywnie przebudowywany na cele mieszkaniowe i biurowe).
W latach 1908–1910 powstała w prostokącie pomiędzy dzisiejszymi ul. Ciołkowskiego - ul. Burzyńskiego - al. Jana Pawła II – ul. Kombatantów (w przybliżeniu teren zajmowany dziś przez Centrum Handlowe „Lotnia”, boisko i szkołę podstawową nr 48) strzelnica (niem. Schießstände).
Jeszcze przed I wojną światową, od 1912 r. przestrzeń Wielkiego Placu Ćwiczeń wykorzystywano również jako miejsce międzylądowań pierwszych samolotów wojskowych, jak również sterowców (np. sterowca typu Schütte-Lanz w lipcu 1913).
1 marca 1914 na lotnisku otwarto szkołę pilotów.
Po zakończeniu I wojny światowej, na mocy decyzji z 31 lipca 1921, teren Großer Exerzierplatz obejmujący obszar południowej Zaspy i wsi Młyniec został włączony w granice nowo utworzonego Wolnego Miasta Gdańska.
W związku z demilitaryzacją utworzono pierwsze lotnisko cywilne na terytorium dzisiejszej Polski, noszące nazwę port lotniczy Gdańsk-Wrzeszcz. Zajmowało ono obszar północnej części placu manewrowego (z wyjątkiem najbliższego otoczenia pobliskiej linii kolejowej, które zostało przydzielone Polsce). Pozostała część placu - przeznaczona została pod rozbudowę osiedla mieszkaniowego. W okresie przejściowym na terenie tym stacjonowała m.in. jednostka powietrzna gdańskiej policji (niem. Flugwache der Schutzpolizei). Ostatecznie do wiosny 1922 uregulowano wszystkie kwestie własnościowe oraz przeprowadzono niezbędne prace związane z powstaniem lotniska cywilnego, którego administratorem został Senat Wolnego Miasta. Uroczyste poświęcenie nowego portu lotniczego nastąpiło 18 czerwca 1923. Pierwszy budynek dworca lotniczego został wybudowany równolegle do linii kolejowej, w bezpośredniej bliskości wiaduktu.
W latach 30. rozbudowano lotnisko (w 1934 w podziemiach cywilnego dworca lotniczego urządzono pierwszy w Gdańsku schron przeciwlotniczy) i uruchomiono nocne loty. Urządzenia, hangary i budynki zostały zniszczone w 1945 w wyniku nalotów zachodnich aliantów i odbudowane po wojnie.
W marcu 1945 strzelnica na Zaspie odegrała pewną rolę w obronie przeciwko zmierzającemu od strony Sopotu natarciu radzieckiemu. Została obsadzona skromną załogą i nazwana Małą Twierdzą Strzelnica (niem. Kleine Festung Schießstand). Do dziś nie zachowały się żadne pozostałości strzelnicy.
2 stycznia 1952 została uruchomiona linia Szybkiej Kolei Miejskiej (linia kolejowa nr 250), biegnąca wzdłuż Młyńca.
24 lipca 1973, na terenie działającego jeszcze lotniska we Wrzeszczu, został wmurowany kamień węgielny pod budowę pierwszego budynku osiedla Zaspa, przy ul. Pilotów 20. W 1974 z powodu rozbudowy miasta, konieczności wydłużenia pasa startowego dla samolotów odrzutowych oraz problemów, jakie stwarzała bliskość linii kolejowej, lotnisko zostało zastąpione przez Port Lotniczy Gdańsk im. Lecha Wałęsy.
Od czasu zlikwidowania lotniska do pierwszej połowy lat 80. XX wieku trwała budowa osiedla LWSM Zaspa. Teren ten administracyjnie był częścią dzielnicy Wrzeszcz. Dopiero w kolejnych latach powstały dwie niezależne dzielnice Zaspa-Młyniec i Zaspa-Rozstaje. W latach 1981–1983, na terenach użytkowanych wcześniej przez port lotniczy, został utworzony Park Zaspa.
Na Rozstajach do dziś znajduje się Cmentarz Ofiar Hitleryzmu, w którym chowano w czasie II wojny światowej więźniów niemieckiego obozu koncentracyjnego KL Stutthof w Sztutowie oraz poległych obrońców Poczty Gdańskiej. Spoczywają tu także pomordowani kolejarze i celnicy z Szymankowa oraz działacze polscy Wolnego Miasta Gdańska zamordowani w Wielki Piątek 22 marca 1940 w obozie Stutthof.
27 września 1985 został otwarty na Zaspie nowy szpital specjalistyczny z 610 łóżkami, zapleczem diagnostycznym i przychodnią specjalistyczną (od 1997 szpital im. św. Wojciecha). W latach 2012–2013 szpital został rozbudowany.
12 czerwca 1987 Jan Paweł II odprawił mszę świętą na terenie parku nazwanego później jego imieniem. Elementy ołtarza papieskiego znajdują się w kościołach pw. św. Kazimierza (Młyniec) oraz pw. Opatrzności Bożej (Rozstaje). Miejsce, w którym stał ołtarz autorstwa Mariana Kołodzieja upamiętnione zostało doraźnie poprzez umieszczenie 20-tonowego głazu, który jednak wkrótce zniknął w nocy 4 lutego 1988, wywieziony przez „nieznanych sprawców”.
28 sierpnia 1991 robotnicy wykonujący wykopy pod budowę oddziału Banku Gdańskiego (między ulicą Burzyńskiego a aleją Jana Pawła II) natrafili w okolicy dawnego kulołapu strzelnicy na zbiorowy grób 38 pocztowców polskich, ujawniając tym samym nieznane dotąd miejsce egzekucji obrońców Poczty Polskiej. Miejsce to upamiętnia kamienny pomnik. Ekshumowane szczątki zostały ponownie złożone na znajdującym się w pobliżu Cmentarzu Ofiar Hitleryzmu.

## Murale
Budynki osiedla stanowią swego rodzaju galerie murali. Pierwsze wielkoformatowe dzieła powstały w 1997 na 1000-lecie Miasta Gdańska. Kolejne reprezentują kierunki od malarstwa akademickiego do graffiti, od minimalizmu do symbolizmu, od abstrakcjonizmu do realizmu. Były one malowane przez adeptów Gdańskiej Szkoły Muralu oraz artystów z całego świata, którzy przyjeżdżali na Festiwal Malarstwa Monumentalnego Monumental Art. W 2008 na ścianie bloku, w którym przed laty mieszkał Lech Wałęsa, powstał rozpikselowany portret lidera "Solidarności" autorstwa Piotra Szwabe. 60. mural powstał do końca sierpnia 2017 na budynku przy ul. Skarżyńskiego 6F i prezentuje fragment Sądu Ostatecznego Hansa Memlinga, co miało upamiętniać 550-lecie rozpoczęcia prac nad obrazem i 200-lecie powrotu obrazu z Francji do Gdańska po zrabowaniu go przez wojska napoleońskie.

## Podział historyczny
Mimo wcześniejszej przynależności do Oliwy, obecnie Zaspa jako jednostka morfogenetyczna - zaliczana jest do okręgu historycznego Port. Inną jednostką morfogenetyczną jest współczesna część Zaspy-Młyniec, należąca do okręgu historycznego Oliwa.
Zaspa dodatkowo dzieli się na następujące podjednostki:
- Czerwony Dwór
- Czarny Dwór
- Biały Dwór
- Królewski Dwór
- Rozstaje
- Letnica

## Transport i komunikacja

### Transport drogowy
Linię podziału między Zaspą-Młyniec a Zaspą-Rozstaje stanowi al. Rzeczypospolitej. Droga ta biegnie w ciągu w większości dwupasmowej trasy łączącej Śródmieście i Wrzeszcz z dzielnicami Dolnego Tarasu, czyli m.in. z Zaspą.
Przez Zaspę przebiega także inna dwupasmowa droga - al. Jana Pawła II prowadząca z Brzeźna do Strzyży Górnej. Jest najbardziej charakterystyczną trasą w tej części miasta. Znajdują się przy niej:
- zachowany fragment pasa startowego byłego lotniska; w 2019 został on rozebrany pod zabudowę mieszkaniową[20]
- bazar (między jezdniami alei)
- kompleks nowych budynków na Młyńcu, silnie kontrastujących z blokami wybudowanymi w latach 70.

### Komunikacja miejska
Przez al. Rzeczypospolitej biegnie linia tramwajowa, z której korzystają tramwaje nr 2, 4, 8 i 12.
Zaspa ma dobrą komunikację autobusową z Przymorzem, Brzeźnem oraz Wrzeszczem.
Na Zaspie-Młyniec znajduje się przystanek trójmiejskiej SKM – Gdańsk Zaspa (do 1973 noszący nazwę Gdańsk Lotnisko).